# Sierra Sidewinder
Sierra Sidewinder in Knott’s Berry Farm (Buena Park, Kalifornien, USA) ist eine Spinning-Stahlachterbahn des Herstellers Mack Rides, die am 26. Mai 2007 eröffnet wurde.
Die 459 m lange Strecke erreicht eine Höhe von 19,5 m und besitzt einen 12,5 m hohen First Drop. Die Höchstgeschwindigkeit beträgt 59,4 km/h und es entwickeln sich 3,3 g.

## Züge
Sierra Sidewinder besitzt zwei Züge mit jeweils vier Wagen. In jedem Wagen können vier Personen (zwei Reihen à zwei Personen) Platz nehmen. Die Wagen eines Zuges rotieren frei um die eigene Achse, was bei Sierra Sidewinder zum ersten Mal weltweit eingesetzt wurde. Euro-Mir im Europa-Park und Sierra Sidewinder sind die einzigen Spinning-Coaster mit ganzen Zügen, wobei jedoch bei Euro-Mir im Gegensatz zu Sierra Sidewinder die Rotation der einzelnen Wagen kontrolliert ist.

## Weitere Standorte
Das Modell Sierra Sidewinder wurde mittlerweile auch an weitere Freizeitparks geliefert:
| Achterbahn                   | Betreiber               | Land                         | Eröffnung | Quellen |
| ---------------------------- | ----------------------- | ---------------------------- | --------- | ------- |
| Spider-Man Doc Ock's Revenge | IMG Worlds of Adventure | Vereinigte Arabische Emirate | 2016      |         |
| Storm Chaser                 | Paultons Park           | Vereinigtes Königreich       | 2021      |         |